# Висснер, Полин
Полин Висснер (Pauline (Polly) W. (Wilson) Wiessner; род. 1947, Вермонт) — американский антрополог, культурный антрополог.
Доктор философии (1977), исследовательский профессор Университета Юты, заслуженный профессор (2015), также профессор Университета штата Аризона. Член НАН США (2014). Специалист по народности энга (Папуа-Новая Гвинея).
Родилась и выросла в Вермонте.
Окончила Sarah Lawrence College (бакалавр Creative writing, 1969). Степень доктора философии по антропологии и археологии (согласно др. ист. — не по археологии, а по этнологии) получила в Мичиганском университете. В 1977-80 гг. преподаватель Орхусского университета.
С 1981 по 1996 исследователь в Германии. С 1998 по 2016 год преподаватель Университета Юты. Исследовательница социальных сетей.
На протяжении более 40 лет проводила полевые исследования среди бушменов Калахари. Ее второй участок полевых исследований, которым она посвятила 35 лет — среди энга в Папуа-Новой Гвинее.
Публиковлась в Science, PNAS, Human Nature, Current Anthropology. Автор или редактор четырех книг.